# Cumberland County (Pennsylvania)
Cumberland County ist ein County im US-Bundesstaat Pennsylvania der Vereinigten Staaten. Bei der Volkszählung im Jahr 2020 hatte das County 259.469 Einwohner und eine Bevölkerungsdichte von 182 Einwohnern pro Quadratkilometer. Der Verwaltungssitz (County Seat) ist Carlisle.

## Geschichte
Das County wurde am 27. Juni 1750 gegründet und nach der englischen Grafschaft Cumberland benannt.

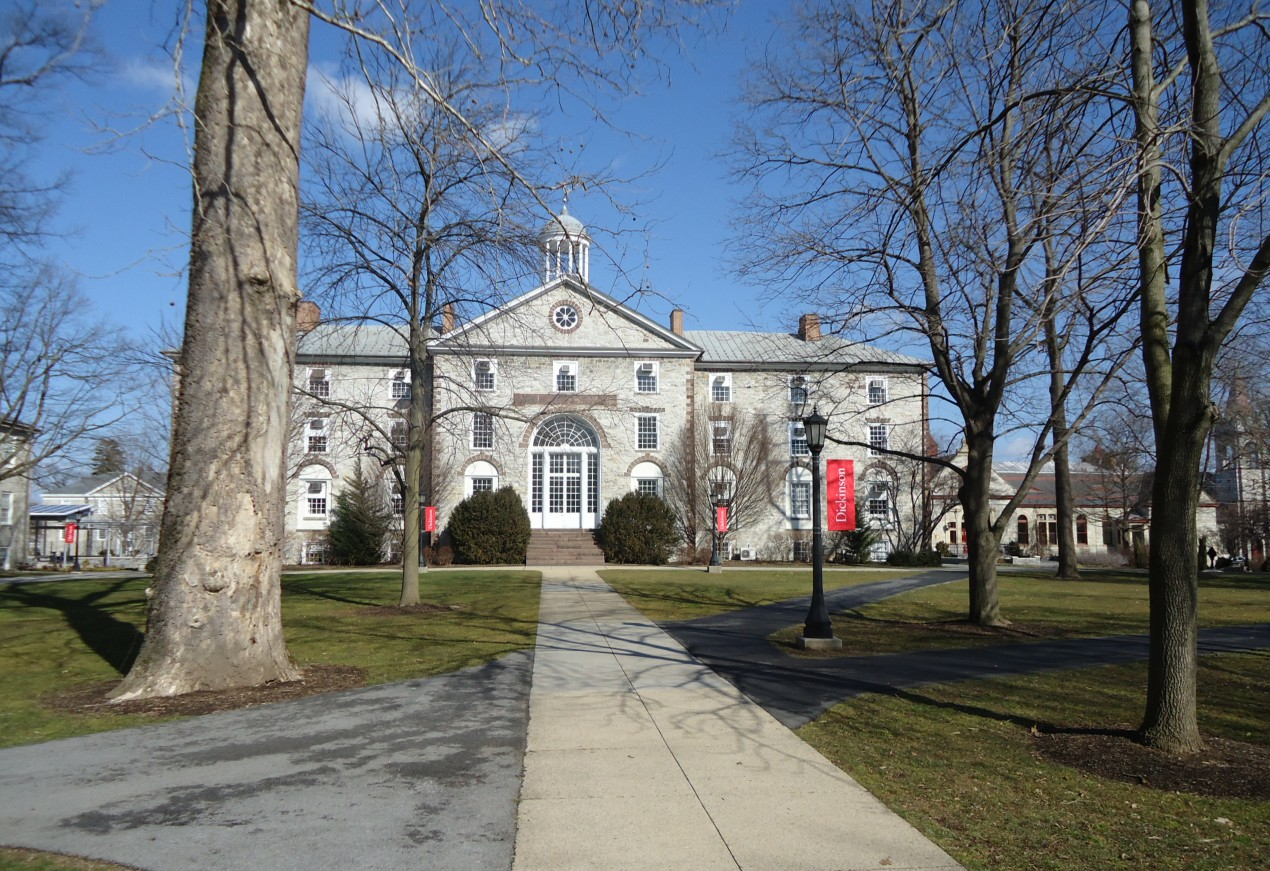
Old West, Dickinson College (2012)

Zwei Orte im County haben den Status einer National Historic Landmark, die Carlisle Indian School und das Old West, Dickinson College. 32 Bauwerke und Stätten des Countys sind im National Register of Historic Places (NRHP) eingetragen (Stand 22. Juli 2018).

## Geographie
Das County hat eine Fläche von 1427 Quadratkilometern, wovon 3 Quadratkilometer Wasserfläche sind.

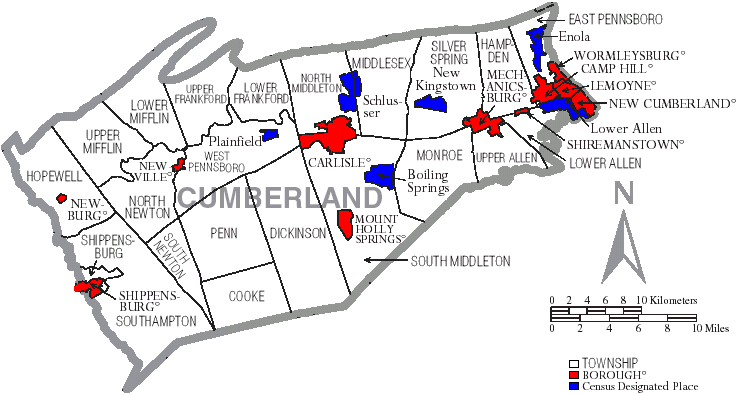
Karte des Cumberland Countys

## Städte und Ortschaften
| - Boiling Springs - Camp Hill - Carlisle - Cooke Township - Dickinson Township - East Pennsboro Township - Enola - Hampden Township - Hopewell Township - Lemoyne - Lower Allen Township - Lower Allen - Lower Frankford Township | - Lower Mifflin Township - Mechanicsburg - Middlesex Township - Monroe Township - Mount Holly Springs - New Cumberland - New Kingstown - Newburg - Newville - North Middleton Township - North Newton Township - Penn Township - Plainfield | - Schlusser - Shippensburg Township - Shippensburg - Shiremanstown - Silver Spring Township - South Middleton Township - South Newton Township - Southampton Township - Upper Allen Township - Upper Frankford Township - Upper Mifflin Township - West Pennsboro Township - Wormleysburg |